# Canarium rotundifolium
Canarium rotundifolium là một loài thực vật có hoa trong họ Burseraceae. Loài này được Guillaumin mô tả khoa học đầu tiên năm 1909.